# Litoria becki
Litoria becki är en groddjursart som först beskrevs av Arthur Loveridge 1945.  Litoria becki ingår i släktet Litoria och familjen lövgrodor. IUCN kategoriserar arten globalt som sårbar. Inga underarter finns listade i Catalogue of Life.